# Louis-Étienne Arcère
Louis-Étienne Arcère, né à Marseille dans la province de Provence le 15 avril 1698 et mort à La Rochelle le 7 février 1782, est l'un des historiens les plus anciens de la ville.

## Biographie
Professeur de philosophie et supérieur de la maison de l'Oratoire à La Rochelle, son « Histoire de la Rochelle et du Pays d’Aunis » (1756-1757), que l'on peut aujourd'hui trouver dans les archives de la BNF, est le premier ouvrage à regrouper toute l'histoire de la cité.
Arcère a légué à la bibliothèque de l'Oratoire de Marseille ses manuscrits.

## Publications
- Louis-Étienne Arcère, Histoire de la ville de La Rochelle et du pays d’Aulnis : composée d'après les auteurs & les titres originaux, & enrichie de divers plans, La Rochelle, R.-J. Desbordes, 1756-1757, 2 vol. (OCLC 3818730, lire en ligne)
- Journal historique de la prise de Mahon (1760)
- Mémoire apologétique de la révolution de Corse en 1760
- Dissertation sur l'état de l'agriculture chez les Romains (1776)